# 로빈 코흐
로빈 레온 코흐(독일어: Robin Leon Koch, 1996년 7월 17일 ~ )는 독일의 축구 선수로, 현재 아인트라흐트 프랑크푸르트와 독일 축구 국가대표팀에서 수비수로 활약하고 있다.